# Chandramukhi Basu
Chandramukhi Basu (bengali: চন্দ্রমুখী বসু), född 1860, död 1944, var en av de två första kvinnor som avlade universitetsexamen i det Brittiska imperiet. Hon avlade 1882 en examen i konst vid universitetet i Calcutta samtidigt som Kadambini Ganguly; deras formella diplom överlämnades året därpå. 
Chandramukhi Basu var dotter till Bhuban Mohan Bose och tillhörde den kristna minoriteten i Dehradun. Hon fick inte tillstånd att studera vid Indiens flickskola, Bethune School, eftersom den endast tog emot hinduiska elever, men fick tillstånd att studera vid Reverend Alexander Duff's Free Church Institution trots sitt kön, och fick som enda kvinnliga elev ta studenten med särskilt tillstånd 1876. Det krävdes dock en reform i universitetets stadgar innan hon kunde tas emot som student 1878. Två år senare klarade hon sin första examination i konst vid Dehradun Native Christian School, och läste sedan sin examenskurs vid Bethune College. 1882 tog hon sin universitetsexamen i konst vid universitetet i Calcutta och blev jämsides med Kadambini Ganguly en av de två första kvinnor som tog en universitetsexamen i det Brittiska imperiet när deras formella diplom överlämnades 1884.
Chandramukhi Basu var mellan 1886 och 1891 anställd vid Bethune College, först som professor och sedan som rektor. Hon blev då den första kvinna i Sydostasien som blev överhuvud för en högskola. Hon avslutade sitt yrkesliv 1891 av hälsoskäl och bodde under resten av sitt liv i Dehradun.
Hennes systrar, Bidhumukhi Bose och Virginia Mary Mitra (Nandi), blev 1890 de första kvinnor som tog examen vid Calcutta Medical College; den förstnämnda blev också en av de första kvinnor som 1890 tog examen vid Calcutta Medical College.